# كأس اليونان 1977–78
كأس اليونان 1977–78 (باليونانية: Κύπελλο Ελλάδος ποδοσφαίρου ανδρών 1977-78)‏ هو الموسم 36 من كأس اليونان. أشرف على تنظيمه الاتحاد الإغريقي لكرة القدم، وكان عدد الأندية المشاركة فيه 58، وفاز فيه أيك أثينا.